# Kršćanstvo u Azerbajdžanu
Kršćanstvo je jedna mala vjerska zajednica u Azerbajdžanu.

## Povijest
Azerbajdžan je u ranokršćansko doba dolazio s prvim kršćanskim misionarima. U Azerbajdžanu su nazočni još od 1. stoljeća.
Širenjem islama na Bliskom Istoku i Kavkazu postao je dominantno muslimanska zemlja. Kršćanske misije su držali od 14. stoljeća dominikanci, kapucini, augustinci i isusovci. 
Djelovanjem Bartula, dominikanskog misionara iz Bologne u 14. i 15. st., dalo je ploda. 28 naselja u Nahičevanu prešlo je na rimokatoličanstvo. Usprkos teških odnosa i pritisaka Armenske apostolske Crkve, rimokatoličanstvo je ondje preživjelo preko tri stoljeća, nakon čega je uslijedio pad i do 1800-ih više nije bilo vjernika.
Dolazak ruske vlasti stvorio je povoljnije okružje po kršćane. Postalo je omiljeno odredište raznim kršćanskim denominacijama. Rimokatolike su zastupali Poljaci koji se doseljavaju u Baku i Şamaxı sredinom 19. stoljeća, zatim Ukrajinci, gruzijski katolici, armenski katolici te zapadni Europljani koji su se trajno nastanili u Bakuu. Selo Siyaqut u Nahičevanu osnovali su 1850-ih ajsorski (Asirci) useljenici iz Salmasa, Perzija i ostali jedino kaldejsko kršćansko selo u Zakavkazju. Od 1880-ih svećenika koji poslužuje Siyaqut zaređuje rimokatolički biskup.
Kršćani danas čine mali udio stanovništva. Kršćanske Crkve kojima pripadaju su Armenska apostolska Crkva (u Nagorno-Karabahu), Ruska pravoslavna crkva, i razne druge kršćanske denominacije.
Danas je kršćana u Azerbajdžanu između 280.000 - 450.000 (3,1%-4,8%) koji su većinom pravoslavni vjernici Ruske pravoslavne Crkve, Gruzijske pravoslavne Crkve, ali i vjernici Armenske apostolske Crkve. Gotovi svi Armenci žive u pokrajini Gornjem Karabahu koji se izdvojio iz Azerbajdžana. Mala je zajednica protestantskih Azera, oko 5000, većinom iz muslimanskih korijena. Rimokatolika je malo. Manje ih je od tisuću i žive u Bakuu i okolici. U Bakuu je nekad postojala katolička crkva koja je srušena za Staljinova režima. Novu se gradilo od rujna 2005., a otvorena je 2007. godine. 
Azerbajdžanska je osobitost Crkva Kavkaske Albanije, čiji su vjernici iz redova naroda Udina. Vjernika je od šest do deset tisuća u Azerbajdžanu. 4400 ih živi u selu Nicu (čit. Nidžu), Gabalski rajon. Udini koji su živjeli na obalama Kaspijskog jezera poslije su prihvatili kršćanstvo i proširili tu vjeru po Kavkaskoj Albaniji. Crkva u selu Kišu u okolici grada Šekija je jedan od najvećih primjera njihove kulturne baštine.
Rat u Gorskom Karabahu uzeo je danak armenskoj zajednici. Mnogi su odselili, a crkve im ostale zatvorene zbog straha od napada. Diljem Azerbajdžana izbilo je nasilje protiv Armenaca i Armenske apostolske Crkve, a na vrhu pogroma Armenaca 1990., armenska crkva sv. Grgura Prosvjetitelja zapaljena je. Obnovljena je 2004. ali ne koristi ju se.

## Galerija
- Širenje kršćanstva u Europi i na Sredozemlju.
- Europa u doba velike podjele 1054. godine.
- Religija u Europi, na Sredozemlju i na Bliskom Istoku 1100.
- Religije u Europi 1560.